# Ынтымак (Иртышский район)
Ынтымак (каз. Ынтымақ, до 199? г. — 18 Партсъезд) — аул в Иртышском районе Павлодарской области Казахстана. Входит в состав Каракудукского сельского округа. Код КАТО — 554645500.

## Население
В 1999 году население села составляло 232 человека (118 мужчин и 114 женщин). По данным переписи 2009 года, в селе проживало 174 человека (89 мужчин и 85 женщин).